# スバルビジターセンター
スバルビジターセンター（英語: SUBARU Visitor Center）は、群馬県太田市にある、SUBARUの博物館（企業博物館）である。

## 概要
2003年（平成15年）7月15日、富士重工業株式会社（現・株式会社SUBARU）の創立50周年を記念し、同社群馬製作所矢島工場に開館。同社が製造したスバル・360、1000、1500をはじめとした自動車、エンジンなどが数多く展示されている他、オートバイ（スクーター）のラビットスクーターの実車も展示されている。また、前身の中島飛行機が製造した四式戦闘機「疾風」や九〇式艦上戦闘機三型の模型も展示されている。
屋外にはジェット練習機T-1も展示されている。
見学は入場料は無料であるが、入場する場合は、一般は電話での事前連絡が必要である。小学校の社会科見学のみホームページでの事前予約となる。写真撮影はビジターセンター内であれば可、工場構内は不可。

## 展示物

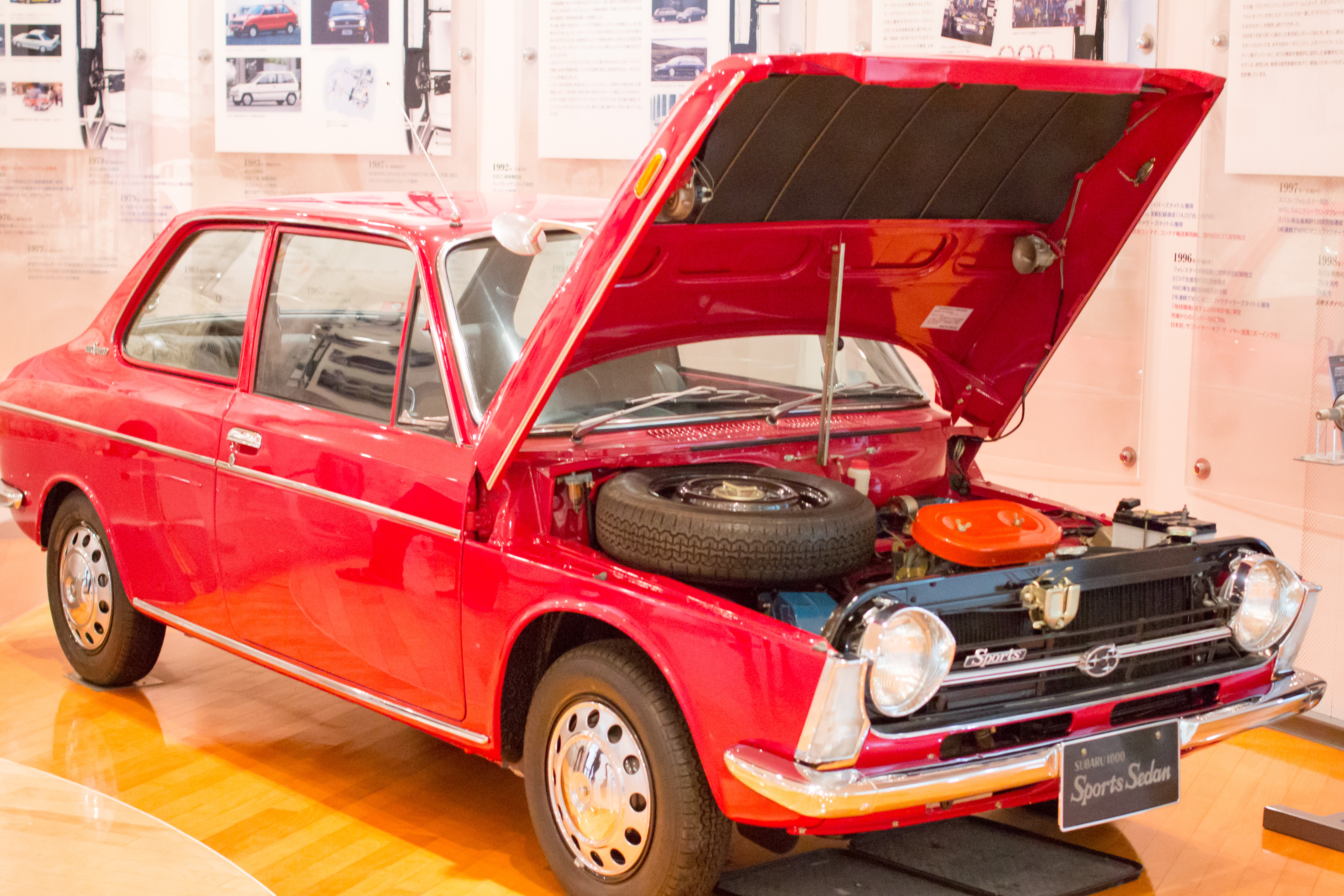
スバル・1000

- スバル・360
- スバル・1000
- スバル・1500
- ラビットスクーター50万台突破記念車
- T-1練習機「初鷹」

## 交通アクセス
公共交通機関
東武伊勢崎線・太田駅より自動車で約20分間。または太田駅南口より「熊谷駅北口行き」路線バスに乗車、バス停「マリエール太田前」にて下車、徒歩約10分間。
JRおよび秩父鉄道・熊谷駅より自動車で約40分間。
自家用自動車
北関東自動車道・太田桐生インターチェンジから自動車で約30分間。
東北自動車道・館林インターチェンジから自動車で約40分間。
関越自動車道・東松山インターチェンジから自動車で約1時間。